# Langesse
Langesse település Franciaországban, Loiret megyében. Lakosainak száma 86 fő (2022. január 1.). Langesse Varennes-Changy, Les Choux, Le Moulinet-sur-Solin és Nogent-sur-Vernisson községekkel határos.

## Népesség
A település népességének változása:
| Lakosok száma | 91   | 68   | 88   | 75   | 75   | 73   | 79   | 82   | 82   | 86   |
|               | 1968 | 1982 | 1990 | 2006 | 2013 | 2015 | 2017 | 2019 | 2020 | 2022 |